# Muchacha italiana viene a casarse
Muchacha italiana viene a casarse é uma telenovela mexicana, produzida pela Televisa e exibida em 1971 pelo El Canal de las Estrellas.

## Elenco
- Angélica María - Valeria Donatti
- Ricardo Blume - Juan Francisco de Castro
- Isabela Corona - María Mercedes de Castro
- Chela Castro - Fanny Iglesias del Campo
- Miguel Manzano - Vicente
- Nelly Meden - Analia de Castro
- Aarón Hernán - Patricio de Castro
- Silvia Pasquel - Gianna Donatti
- Rafael Banquells - Joseph
- Hortensia Santoveña - Teresa #1
- Alicia Montoya - Teresa #2
- María Rubio - Elena Harrington
- Socorro Avelar - Dulce
- Eduardo Alcaraz - Vittorio Maglione
- Héctor Gómez - Eduardo
- Javier Ruán - Héctor
- Magda Guzmán - Analia
- Lucía Méndez - Raquel
- Daniela Rosen - Cecilia
- César del Campo - Ricardo
- Martha Zavaleta - Carmen
- Alfonso Meza
- Héctor Flores - Chato
- Susana Dosamantes
- Ernesto Gómez Cruz - Humberto
- José Antonio Ferral - Jaime
- Atilio Marinelli - Príncipe Andrés de Orsini
- Joaquín Arizpe - Pedro
- Ignacio Rubiel - Nacho
- Raymundo Capetillo
- Cristina Moreno - Silvia
- Hector Saez - Luis Alberto